# Милленниум, Марк Иан
Марк Иан Милленниум, более известен как Иан Милленниум (дат. Mark Ian Millennium, Пустой шаблон {{ВД-Преамбула}} ) — датский велогонщик. Специалист по велокроссу и маунтинбайку. Серебряный призёр чемпионата Дании по велокроссу среди юниоров (2018), серебряный призёр чемпионата Дании по гравийному велоспорту (2024), серебряный (2018) и бронзовый (2019) призёр чемпионата Дании по маунтинбайку среди юниоров в кросс-кантри, серебряный призёр чемпионата Дании по маунтинбайку в кросс-кантри марафоне (2022), бронзовый призёр чемпионата Дании по велокроссу среди андеров (до 23 лет, 2021).

## Карьера
Марк Иан Миллениум начал заниматься велоспортом в подростковом возрасте, присоединившись к местному оденсскому клубу «Cykling Odense». Он выступал как на треке, так и на шоссе; в 2020 году занял 15-е место в групповой гонке чемпионата Дании среди молодёжи (категория до 23 лет).
В начале 2021 года Миллениум, будучи представителем гонщиков в правлении клуба, объявил о запуске проекта по созданию профессиональной континентальной команды на базе «Cykling Odense». Целью проекта стало возрождение элитного велоспорта в регионе с перспективой регистрации команды в третьем дивизионе UCI (UCI Continental Team). Сам Миллениум планировался одним из лидеров нового состава команды, которая в 2022 году начала выступления под названием Team Nyt Syn powered by Fialla; Миллениум провёл этот сезон в её рядах.
Продолжая соревноваться на шоссе, спортсмен добивался успехов и в новых дисциплинах. В августе 2025 года Миллениум занял 3-е место на гонке Gravel Grit’n’Grind в Швеции — этапе мировой серии UCI Gravel World Series (данный заезд одновременно был чемпионатом Северных стран по гравийному велоспорту).
Параллельно спортивной карьере Миллениум получил высшее образование. В 2019 году, в возрасте 18 лет, он поступил на юридический факультет университета Южной Дании и сумел завершить обучение быстрее стандартного срока, получив степень магистра права в 2023 году. После выпуска он начал карьеру в индустрии велоспорта: в июле 2025 года Миллениум вступил в должность юрисконсульта и специалиста по продукту в датской компании CeramicSpeed.
Миллениум также активно участвует в общественной жизни: с 2021 года состоит в руководстве клуба «Cykling Odense» в качестве члена правления.

## Достижения

### Маунтинбайк
2018
9-й на US Cup — Bonelli Park XCO + UCI Junior Series XCO
MTBliga #2
2-й на MTBliga #3
2-й на чемпионате Дании — XCO U19
6-й на Kolding Race Day’s powered by SRAM
5-й на MTBliga #5
2019
8-й на US Cup — Bonelli Park XCO + UCI Junior Series XCO
6-й на US Cup-Vail Lake + UCI Junior Series XCO
4-й на MTBliga #1
7-й на Jelenia Góra Trophy — Maja Włoszczowska MTB Race + UCI Junior Series
2-й на Race Days Vejle powered by SRAM
3-й на чемпионате Дании — XCO U19
10-й на Race Days Kolding powered by SRAM
2020
4-й на чемпионате Дании — XCO
2021
2-й на Argovia Vittoria-Fischer Bike Cup Lostorf
Shimano MTB Liga — Powered by Allbike #2
4-й на Shimano MTB Liga — Powered By Allbike #3
6-й на Shimano MTB Liga — Powered by Allbike #4
2022
Shimano MTB Liga #1 — Odense
6-й на Shimano MTB Liga #2 — Roskilde
5-й на чемпионате Дании — XCO XCC
9-й на Shimano MTB Liga #5 — Holte
2-й на чемпионате Дании — XCM
2023
5-й на Shimano Mtb Liga #1 Randers
6-й на чемпионате Дании — XCO, U23
5-й на чемпионате Дании — XCO XCC
7-й на Black Forest Ultra Bike Marathon
| 2018 2-й на чемпионате Дании, U19 4-й на Kronborg Park Cross Helsingør, U19 2019 4-й на чемпионате Дании, U19 2020 7-й на чемпионате Дании, U23 3-й на Odense 2021 3-й на чемпионате Дании | 2024 Gravel Grit n Grind 10-й на 2-м этапе 8-й на 3-м этапе 5-й в генеральной классификации 2-й на чемпионате Дании 2025 Gravel Grit n Grind 3-й на 1-м этапе 3-й на 2-м этапе 4-й в генеральной классификации | 2021 5-й на Vissenbjerg 2-й на Vejle Løbet 2023 8-й на Fredericia 7-й на Hobro Løbet 4-й на Vrads Bjerg Grand Prix 6-й на Odder CK |

## Личная жизнь
Марк Иан Миллениум состоит в отношениях с немецкой велогонщицей Карен Марией Вайс (род. 2001), выступающей на шоссе.